# 沈德咏
沈德咏（1954年3月—），男，汉族，江西修水人，中华人民共和国政治人物。原江西师范学院外语系毕业，中国政法大学法学硕士。中共第十六、十七届中央纪律检查委员会委员，第十八、十九届中央委员会委员（七中全会上被正式开除党籍）。曾任最高人民法院党组副书记（正部长级）、常务副院长，全国政协社会和法制委员会主任。

## 经历
1972年1月加入中国共产党。1972年2月，任江西省修水县白岭公社团委副书记，1975年2月获得推荐，进入江西师范学院外语系学习，成为“工农兵学员”。1977年12月毕业后，留校任教，任外语系干部、团总支书记。1980年9月，考入中国政法大学研究院诉讼法学专业学习。1983年8月，获得法学硕士学位。
沈德咏毕业后被分配到中共江西省委政法委工作，任调研室副主任；此后，一直任职于江西省。1993年3月，任江西省高级人民法院副院长。1997年2月，任中共江西省纪委副书记。
1998年10月，进入最高人民法院，任副院长、二级大法官。2006年11月，任中共上海市委常委、兼市纪委书记，奉命具体负责上海社保基金挪用案、陈良宇贪腐案的调查审理工作。2008年4月，再次回到最高人民法院，出任常务副院长、党组副书记（正部长级）、一级大法官。
2018年1月，当选第十三届全国政协委员。2018年3月，任全国政协社会和法制委员会主任。2018年6月22日，全国人大常委会免去沈德咏最高人民法院副院长职务。据报道，沈德咏当选全国政协常委、社会和法制委员会主任之后以“一身难兼二任”和“最高人民法院正处于新老交替之际”为由主动提出辞去最高人民法院副院长职务，较通常情况提前一年卸任。沈德咏写给同事的离职告别书被转发到互联网上，曾引发网民关注。
2022年3月21日，因涉嫌严重违纪违法，接受中央纪委国家监委审查调查。3月29日，政协第十三届全国委员会第七十次主席会议审议通过了关于免去沈德咏政协第十三届全国委员会常务委员、社会和法制委员会主任职务，撤销其委员资格的决定（草案），提请下一次常委会会议审议。6月22日，政协第十三届全国委员会常务委员会第二十二次会议正式通过关于免去沈德咏第十三届全国政协常委、社会和法制委员会主任职务，撤销其委员资格的决定。
2022年9月7日，中央纪委国家监委决定给予沈德咏开除党籍、开除公职处分；终止其中共十九大代表资格；收缴其违纪违法所得；将其涉嫌犯罪问题移送检察机关依法审查起诉，所涉财物一并移送。给予其开除党籍的处分，待召开中央委员会全体会议时予以追认。通报称其“公器私用，纵容默许亲属、秘书利用其职务影响充当司法掮客，把党和人民赋予的权力当作谋取私利的工具”、“丧失纪法底线，执法犯法、靠案吃案，大搞司法腐败、权钱交易”。同月，最高人民检察院以涉嫌受贿罪对沈德咏作出逮捕決定。12月，浙江省宁波市人民检察院针对沈德咏涉嫌受贿一案向宁波市中级人民法院提起公诉。
2023年5月11日，浙江省宁波市中级人民法院一审公开开庭审理沈德咏受贿一案。宁波市人民检察院指控沈德咏於1995年至2022年3月期間利用任江西省高级人民法院党组成员、副院长，最高人民法院党组成员、副院长，中央纪委常委，最高人民法院党组副书记、副院长，全国政协常委、社会和法制委员会主任等職務便利收受他人财物共计折合人民币6456万余元。沈德咏并当庭表示认罪、悔罪。同年8月4日，宁波市中级人民法院公开宣判，以受贿罪判处沈德咏有期徒刑十五年，并处罚金人民币六百万元，追缴受贿所得及其孳息。